# کلو (کشتی)

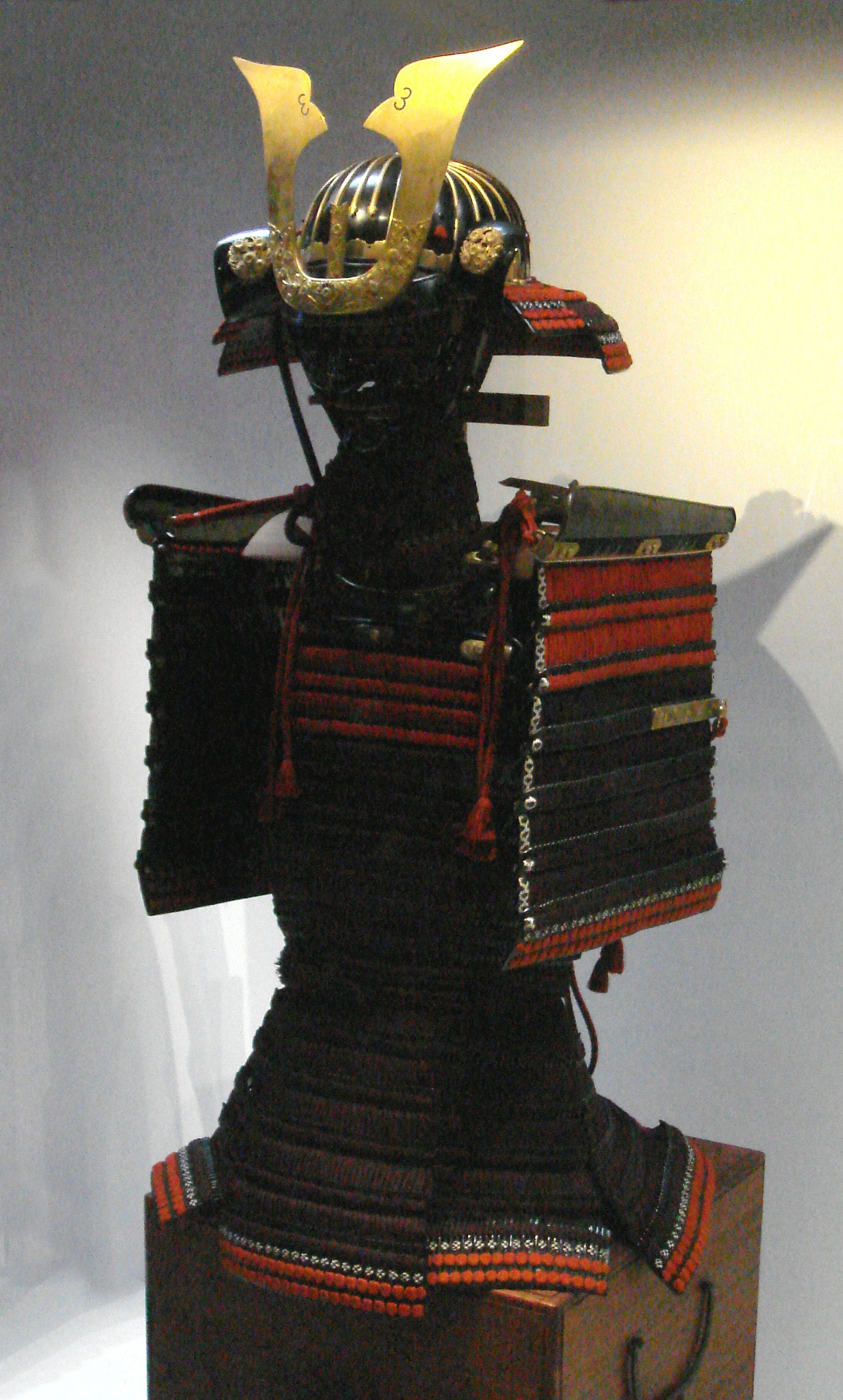
جان ساریس در ژاپن

کلو (انگلیسی: Clove) به معنی میخک، اولین کشتی تجاری بریتانیا بود که در ژاپن پهلو گرفت. کاپیتان آن جان ساریس نام داشت، او، در ۱۲ ژوئن ۱۶۱۳ به هیرادو، ناگازاکی، در نزدیکی ناگازاکی وارد شد.
جان ساریس در ژاپن در دسامبر همان سال یک دفتر تجاری هیرادو، ناگازاکی باز کرد. سپس مدیریت آن را به ریچارد کوکز سپرد و خود از ژاپن خارج شد. ریچارد کوکز برای تقریباً مدت ده سال مدیریت دفتر نمایندگی را بر عهده داشت تا اینکه توسط کمپانی هند شرقی بریتانیا به اتهام خلاف کاری فرا خوانده شد؛ او مدت کوتاهی پس از ترک ژاپن به علت بیماری درگذشت.